# Carex viadrina
Carex viadrina är en halvgräsart som beskrevs av Ernst Figert. Carex viadrina ingår i släktet starrar, och familjen halvgräs. Inga underarter finns listade i Catalogue of Life.